# الحديث عن الأشجار
الحديث عن الأشجار هو فيلم وثائقي لعام 2019 من إخراج المخرج السينمائي السوداني صهيب الباري. يتتبع جهود جماعة الفيلم السوداني ممثلة بالمخرجين المتقاعدين إبراهيم شداد، ومنار الحلو، وسليمان محمد إبراهيم، والطيب مهدي، لإعادة فتح دار سينما خارجية في مدينة أم درمان لإعادة الجمهور إلى السينما.
في عام 2017، قام صهيب وصانعة الأفلام الألمانية كاتارينا فون شرودر بعمل فيلم وثائقي آخر عن تاريخ السينما في السودان بعنوان "أفلام السودان المنسية".

## الجوائز
- جائزة أفضل فيلم وثائقي، وجائزة اختيار الجمهور، مهرجان برلين السينمائي الدولي الـ69، ألمانيا، 2019.[4][5][6]
- جائزة لجنة التحكيم الكبرى، مهرجان مومباي السينمائي، الهند، 2019.[7][8]
- جائزة النجمة الذهبية، لأفضل فيلم وثائقي طويل، مهرجان الجونة السينمائي، مصر، 2019.[9][10]
- جائزة لجنة التحكيم، مهرجان هامبتونز السينمائي الدولي، الولايات المتحدة الأمريكية، 2019.[11]
- جائزة الاتحاد الدولي للنقاد السينمائيين (FIPRESCI)، وجائزة لجنة التحكيم، مهرجان إسطنبول السينمائي، تركيا، 2019.
- جائزة التانيت الذهبي لأفضل فلم وثائقي، أيام قرطاج السينمائية، تونس، 2019.[12]
- جائزة أفضل فيلم وثائقي طويل، مهرجان بالم سبرينغز السينمائي، الولايات المتحدة الأمريكية، 2020 م.[13]

## روابط خارجية
- الحديث عن الأشجار على موقع IMDb (الإنجليزية)
- الحديث عن الأشجار على موقع روتن توميتوز (الإنجليزية)
- الحديث عن الأشجار على موقع ألو سيني (الفرنسية)
- الحديث عن الأشجار على موقع قاعدة بيانات الفيلم (الإنجليزية)
- الحديث عن الأشجار على موقع ليتربوكسد (الإنجليزية)
- الحديث عن الأشجار على موقع كينوبويسك (الروسية)
- الحديث عن الأشجار  في قاعدة بيانات الأفلام على الإنترنت (بالإنجليزية)
- مقطع دعائي للحديث عن الأشجار
- الأفلام السودانية المنسية - وثائقي لصهيب الباري وكاثرينا فون شرودر